# Arctia nigricans
Arctia nigricans är en fjärilsart som beskrevs av Lorez 1904. Arctia nigricans ingår i släktet Arctia och familjen björnspinnare. Inga underarter finns listade i Catalogue of Life.